# لي هيون-مين
لي هيون-مين (هانغل: 이현민) هو لاعب كرة قدم كوري جنوبي في مركز الدفاع، ولد في 9 يوليو 1984 في كوريا الجنوبية. لعب مع أولسان هيونداي ونادي غويانغ زايكرو.